# Województwo warmińsko-mazurskie
Województwo warmińsko-mazurskie (dansk: voivodskabet Ermland-Masurien) er en administrativ del af det nordlige Polen, et af de 16 voivodskaber, der blev skabt, efter den administrative reform i 1999. Voivodskabets hovedstad er Olsztyn. Voivodskabet Ermland-Masurien har et areal på 24.191 km2 og 1.422.737 indbyggere(2019), befolkningstætheden er på 59 personer pr km2.
Ermland-Masurien voivodskab grænser op til voivodskabet Podlasie mod øst, voivodskabet Masovien mod syd, voivodskabet Kujavien-Pommern mod sydvest, voivodskabet Pommern mod vest, Wisłabugten mod nordvest og den russiske enklave Kaliningrad oblast mod nord.

## Administrativ inddeling
Ermland-Masurien voivodskab er inddelt 21 distrikter (powiat): 2 bydistrikter og 19 landdistrikter. Disse er underopdelt i 116 gmina.

### Byer i voivodskabet
I voivodskabet Ermland-Masurien er der 49 byer, listet herunder efter indbyggertal pr. 31. december 2006:
| 1. Olsztyn (174,693) 2. Elbląg (127,055) 3. Ełk (56,156) 4. Ostróda (33,419) 5. Iława (32,326) 6. Giżycko (29,667) 7. Kętrzyn (28,000) 8. Szczytno (25,680) 9. Bartoszyce (25,423) 10. Mrągowo (21,772) 11. Działdowo (20,824) 12. Pisz (19,332) 13. Braniewo (17,875) 14. Lidzbark Warmiński (16,390) 15. Olecko (16,169) 16. Nidzica (14,761) 17. Morąg (14,497) 18. Gołdap (13,641) 19. Pasłęk (12,179) 20. Węgorzewo (11,638) 21. Nowe Miasto Lubawskie (11,036) 22. Dobre Miasto (10,489) 23. Biskupiec (10,348) 24. Orneta (9,380) | 1. Lubawa (9,328) 2. Lidzbark (8,261) 3. Olsztynek (7,591) 4. Barczewo (7,401) 5. Orzysz (5,804) 6. Susz (5,610) 7. Reszel (5,098) 8. Ruciane-Nida (4,894) 9. Korsze (4,632) 10. Górowo Iławeckie (4,554) 11. Biała Piska (4,006) 12. Mikołajki (3,848) 13. Jeziorany (3,376) 14. Ryn (3,006) 15. Pieniężno (2,915) 16. Tolkmicko (2,731) 17. Miłakowo (2,665) 18. Pasym (2,550) 19. Frombork (2,529) 20. Bisztynek (2,493) 21. Miłomłyn (2,305) 22. Kisielice (2,208) 23. Zalewo (2,152) 24. Sępopol (2,015) 25. Młynary (1,837) |